# 呉民根
呉 民根（オ・ミングン、朝: 오민근、英: Min-Keun Oh、1962年8月15日 - ）は、韓国の男子プロボクサー。ソウル出身。元IBF世界フェザー級王者。

## 来歴
1980年8月8日、呉はプロデビューを果たし、8回判定勝ちを収めた。
1981年7月3日、OPBF東洋太平洋スーパーバンタム級王者ウィリー・ルーカスと対戦し、12回判定負けを喫し王座獲得に失敗した。
1981年9月24日、後楽園ホールでドラゴン早川と対戦し4回終了KO勝ちを収めた。
1981年11月29日、ソウルで伊藤健一と対戦し、10回判定勝ちを収めた。
1982年4月4日、ナサイ・チャーレムチャイジムと対戦し2回KO勝ちを収めた。
1982年6月6日、土佐源と対戦し10回判定勝ちを収めた。
1983年3月20日、韓国フェザー級王者李雅賢と対戦し、10回判定勝ちを収め王座獲得に成功した。
1983年10月9日、OPBF東洋太平洋フェザー級王者ディビノ・イノシアンと対戦し、7回KO勝ちを収め王座獲得に成功した。
1984年3月4日、IBF世界フェザー級初代王座決定戦をジョコ・アルテールと対戦し、2回KO勝ちを収め王座獲得に成功した。しかし相手のアルテールがデビュー戦ながらの世界戦であり、挑戦資格があるとは思えないほど戦績の悪い挑戦者との試合などによって、韓国内でも世界王座としてのIBFの権威に疑問が持たれるようになった。
1984年6月10日、ケルヴィン・ラムプキンと対戦し、15回3-0（150-138、149-140、148-143）の判定勝ちを収め初防衛に成功した。
1985年4月7日、イルヴィン・ミッチェルと対戦し、15回3-0（2者が144-143、147-145）の判定勝ちを収め2度目の防衛に成功した。
1985年11月29日、丁起栄と対戦し最終15回2分15秒TKO負けを喫し、3度目の防衛に失敗し王座から陥落した。なお試合は最終回まで僅かな点差で競っていた（134-136、131-134、132-134）。
1986年4月13日、鐘文楊と対戦し、4回TKO勝ちを収めた。
1987年9月20日、永駿民と対戦し、6回負傷判定負けを喫した試合を最後に現役を引退した。

## 獲得タイトル
- 韓国フェザー級王座
- 第18代OPBF東洋太平洋フェザー級王座（防衛0=返上）
- 初代IBF世界フェザー級王座（防衛2）